# Death Wish (soundtrack)
Death Wish je soundtrack ameriškega jazzovskega pianista Herbieja Hancocka, ki ga je posnel za Laurentiisov film Death Wish. Izšel je 11. oktobra pri založbi Columbia Records.

## Seznam skladb
Avtor vseh skladb je Herbie Hancock.
| Št. | Naslov                                                                | Dolžina |
| --- | --------------------------------------------------------------------- | ------- |
| 1.  | „Death Wish (Main Title)‟                                             | 6:14    |
| 2.  | „Joanna's Theme‟                                                      | 4:46    |
| 3.  | „Do A Thing‟                                                          | 2:13    |
| 4.  | „Paint Her Mouth‟                                                     | 2:17    |
| 5.  | „Rich Country‟                                                        | 3:46    |
| 6.  | „Suite Revenge: (a) Striking Back, (b) Riverside Park, (c) The Alley‟ | 9:25    |
| 7.  | „Ochoa Knose‟                                                         | 2:08    |
| 8.  | „Party People‟                                                        | 3:33    |
| 9.  | „Fill Your Hand‟                                                      | 6:16    |

## Glasbeniki
- Herbie Hancock – klavir, Fender Rhodes, Hohner Clavinet D6, ARP Odyssey, ARP Soloist, ARP 2600, ARP String Ensemble, dirigent, aranžer
- Jerry Peters – dirigent, aranžer (1, 2, 5, 6b)
- The Headhunters